# الزهرية (حمص)
الزهرية قرية سوريّة تتبع إداريّاً لمحافظة حمص منطقة حمص ناحية حمص، بلغ تعداد سكانها 1,611 نسمة حسب التعداد السكاني لعام 2004.